# Анреп-Эльмпт, Роман Иосифович
Барон, затем граф (1853) Роман Иосифович Анреп-Эльмпт (Рейнгольд-Филипп-Иоганн; 1834 — 26 августа (8 сентября) 1888) — русский путешественник из рода Анрепов.

## Биография
Родился в Курской губернии в семье генерала от кавалерии графа Иосифа Романовича Анреп-Эльмпта и его жены Цецилии Эльмпт, внучки генерал-фельдмаршала И. К. Эльмпта. Воспитывался сначала в Риге, а затем в Петербурге, в кадетском корпусе; произведён в офицеры на 20-м году жизни и отправился на юг для участия в Крымской кампании.
В 1858 году вернулся обратно в Лифляндскую губернию и, выйдя в отставку, занялся сельским хозяйством. Его страсть к этнографическим исследованиям осуществилась лишь в 1870 года; с этого времени Анреп-Эльмпт почти без перерывов до 1878 года объехал все части света, терпя немало лишений и не раз подвергая опасности свою жизнь.
Выпустил целый ряд многотомных трудов, в том числе «Путешествие по пяти частям света», «Путешествие по Австралии» и прочие.
Скончался 26 августа 1888 года в британской Бирме, в селении Майн-лонг-гиер, недалеко от города Рангуна от злокачественной лихорадки, сломившей в 8 дней эту крепкую, сильную и энергичную натуру.